# Serbien i Eurovision Song Contest
Serbien debuterede og vandt i 2007 i Eurovision Song Contest, men har deltaget som en del af Jugoslavien i 1961 til 1991. De vandt med sangen Molitva sunget af Marija Serifović.

## Repræsentant
Nøgle
     Vinder
     Anden plads
     Tredje plads
     Sidste plads
     Deltager valgt, men konkurrerede ikke
| År                 | Kunstner               | Sang                                   | Sprog            | Oversættelse           | Finale             | Point              | Semi               | Point              |
| ------------------ | ---------------------- | -------------------------------------- | ---------------- | ---------------------- | ------------------ | ------------------ | ------------------ | ------------------ |
| 2007               | Marija Šerifović       | "Molitva" (Молитва)                    | Serbisk          | Bøn                    | 1                  | 268                | 1                  | 298                |
| 2008               | Jelena Tomašević       | "Oro" (Оро)                            | Serbisk          | Tid                    | 6                  | 160                | Værtsland          | Værtsland          |
| 2009               | Marko Kon og Milaan    | "Cipela" (Ципела)                      | Serbisk          | Sko                    | Ikke kvalificeret  | Ikke kvalificeret  | 10                 | 60                 |
| 2010               | Milan Stankovic        | "Ovo je Balkan" (Ово је Балкан)        | Serbisk          | Dette er Balkan        | 13                 | 72                 | 5                  | 79                 |
| 2011               | Nina                   | "Čaroban" (Чаробан)                    | Serbisk          | Magisk                 | 14                 | 85                 | 8                  | 67                 |
| 2012               | Željko Joksimović      | "Nije ljubav stvar" (Није љубав ствар) | Serbisk          | Ikke en kærlighedsting | 3                  | 214                | 2                  | 159                |
| 2013               | Moje 3                 | "Ljubav je svuda" (Љубав је свуда)     | Serbisk          | Kærligheden er overalt | Ikke kvalificeret  | Ikke kvalificeret  | 11                 | 46                 |
| Deltog ikke i 2014 |                        |                                        |                  |                        |                    |                    |                    |                    |
| 2015               | Bojana Stamenov        | "Beauty Never Lies"                    | Engelsk          | Skønheden lyver aldrig | 10                 | 53                 | 9                  | 63                 |
| 2016               | Sanja Vučić ZAA        | "Goodbye (Shelter)"                    | Engelsk          | Farvel (ly)            | 18                 | 115                | 10                 | 105                |
| 2017               | Tijana Bogićević       | "In To Deep"                           | Engelsk          | I dybden               | Ikke kvalificeret  | Ikke kvalificeret  | 11                 | 98                 |
| 2018               | Sanja Ilić & Balkanika | "Nova Deca" (Нова деца)                | Serbisk          | Nyt barn               | 19                 | 117                | 9                  | 113                |
| 2019               | Nevena Božović         | "Kruna" (Круна)                        | Serbisk          | Krone                  | 18                 | 89                 | 7                  | 156                |
| 2020               | Hurricane              | "Hasta La Vista"                       | Serbisk          | Vi ses                 | Konkurrence aflyst | Konkurrence aflyst | Konkurrence aflyst | Konkurrence aflyst |
| 2021               | Hurricane              | "Loco Loco"                            | Serbisk          | Skør skør              | 15                 | 102                | 8                  | 124                |
| 2022               | Konstrakta             | "In Corpore Sano"                      | Serbisk, latin   | I en sund krop         | 5                  | 312                | 3                  | 237                |
| 2023               | Luke Black             | "Samo mi se spava" (Само ми се спава)  | Serbisk, engelsk | Jeg er bare søvnig     | 24                 | 30                 | 10                 | 37                 |
| 2024               | Teya Dora              | "Ramonda" (Рамонда)                    | Serbisk          | —                      | 17                 | 54                 | 10                 | 47                 |
| 2025               | Princ                  | "Mila"                                 | Serbisk          | Kære                   | Ikke kvalificeret  | Ikke kvalificeret  | 14                 | 28                 |

## Deltagelse som en del afJugoslavien
| År   | Sang                                                | Oversættelse                        | Repræsentant      | Placering |
| ---- | --------------------------------------------------- | ----------------------------------- | ----------------- | --------- |
| 1961 | "Neke davne zvezde" (Неке давне звезде)             | Nogle fjerne stjerne                | Ljiljana Petrović | 8         |
| 1962 | "Ne pali svetla u sumrak" (Не пали светла у сумрак) | Du må ikke tænde lyset i skumringen | Lola Novaković    | 4         |
| 1973 | "Gori Vatra" (Гори Ватра)                           | Brændende ild                       | Zdravko Čolić     | 15        |
| 1974 | "Moja Generacija" (Моја Генерација)                 | Min generation                      | Korni grupa       | 12        |
| 1982 | "Halo, halo"                                        | Hallo, hallo                        | Aska              | 14        |
| 1991 | "Brazil"                                            | Brasilien                           | Baby Doll         | 21        |

## Pointstatistik (2007-2025)

### Flest point til og fra - top 5
NB: Kun point givet i finalerne er talt med.
| Serbien har givet flest point til | Serbien har givet flest point til | Serbien har givet flest point til |
| Placering                         | Land                              | Point                             |
| --------------------------------- | --------------------------------- | --------------------------------- |
| 1                                 | Italien                           | 96                                |
| 2                                 | Sverige                           | 84                                |
| 3                                 | Rusland                           | 73                                |
| 4                                 | Ukraine                           | 71                                |
| 5                                 | Frankrig                          | 69                                |

| Serbien har modtaget flest point fra | Serbien har modtaget flest point fra | Serbien har modtaget flest point fra |
| Placering                            | Land                                 | Point                                |
| ------------------------------------ | ------------------------------------ | ------------------------------------ |
| 1                                    | Kroatien                             | 157                                  |
| 2                                    | Nordmakedonien                       | 150                                  |
| 3                                    | Slovenien                            | 144                                  |
| 4                                    | Montenegro                           | 138                                  |
| 5                                    | Schweiz                              | 116                                  |

### 12 point til og fra
NB: Kun 12 point givet i finalerne er talt med.
| Serbien har modtaget 12 point fra | Serbien har modtaget 12 point fra                                                                      | Serbien har modtaget 12 point fra                                             |
| År                                | Jury                                                                                                   | Televoting                                                                    |
| --------------------------------- | --- | ----------------------------------------------------------------------------- |
| 2007                              | Bosnien-Hercegovina, Finland, Kroatien, Montenegro, Nordmakedonien, Schweiz, Slovenien, Ungarn, Østrig | Ingen separat televoting                                                      |
| 2008                              | Bosnien-Hercegovina, Montenegro, Schweiz, Slovenien                                                    | Ingen separat televoting                                                      |
| 2010                              | Bosnien-Hercegovina                                                                                    | Ingen separat televoting                                                      |
| 2012                              | Bulgarien, Kroatien, Montenegro, Slovenien                                                             | Ingen separat televoting                                                      |
| 2015                              | Montenegro                                                                                             | Ingen separat televoting                                                      |
| 2016                              | Modtog ikke 12 point                                                                                   | Bosnien-Hercegovina, Kroatien, Montenegro, Nordmakedonien, Schweiz, Slovenien |
| 2018                              | Montenegro                                                                                             | Kroatien, Montenegro, Schweiz, Slovenien                                      |
| 2019                              | Montenegro                                                                                             | Montenegro                                                                    |
| 2021                              | Nordmakedonien                                                                                         | Kroatien, Nordmakedonien, Schweiz, Slovenien, Østrig                          |
| 2022                              | Kroatien, Montenegro                                                                                   | Kroatien, Montenegro, Nordmakedonien, Schweiz, Slovenien                      |
| 2024                              | Modtog ikke 12 point                                                                                   | Kroatien                                                                      |

| Serbien har givet 12 point til | Serbien har givet 12 point til | Serbien har givet 12 point til |
| År                             | Jury                           | Televoting                     |
| ------------------------------ | ------------------------------ | ------------------------------ |
| 2007                           | Ungarn                         | Ingen separat televoting       |
| 2008                           | Bosnien-Hercegovina            | Ingen separat televoting       |
| 2009                           | Bosnien-Hercegovina            | Ingen separat televoting       |
| 2010                           | Bosnien-Hercegovina            | Ingen separat televoting       |
| 2011                           | Bosnien-Hercegovina            | Ingen separat televoting       |
| 2012                           | Nordmakedonien                 | Ingen separat televoting       |
| 2013                           | Danmark                        | Ingen separat televoting       |
| 2015                           | Montenegro                     | Ingen separat televoting       |
| 2016                           | Ukraine                        | Rusland                        |
| 2017                           | Portugal                       | Ungarn                         |
| 2018                           | Sverige                        | Ungarn                         |
| 2019                           | Nordmakedonien                 | Nordmakedonien                 |
| 2021                           | Frankrig                       | Italien                        |
| 2022                           | Aserbajdsjan                   | Moldova                        |
| 2023                           | Slovenien                      | Finland                        |
| 2024                           | Kroatien                       | Kroatien                       |
| 2025                           | Frankrig                       | Estland                        |

### Flest point til og fra - alle lande
NB: Kun point givet i finalerne er talt med.
| Serbien har givet point til | Serbien har givet point til | Serbien har givet point til |
| Placering                   | Land                        | Point                       |
| --------------------------- | --------------------------- | --------------------------- |
| 1                           | Italien                     | 96                          |
| 2                           | Sverige                     | 84                          |
| 3                           | Rusland                     | 73                          |
| 4                           | Ukraine                     | 71                          |
| 5                           | Frankrig                    | 69                          |
| 6                           | Ungarn                      | 68                          |
| 7                           | Grækenland                  | 66                          |
| 8                           | Bosnien-Hercegovina         | 61                          |
| 9                           | Slovenien                   | 60                          |
| 10                          | Kroatien                    | 59                          |
| 11                          | Israel                      | 54                          |
| 12                          | Norge                       | 50                          |
| 13                          | Finland                     | 48                          |
| 14                          | Nordmakedonien              | 46                          |
| 15                          | Bulgarien                   | 42                          |
| =                           | Estland                     | 42                          |
| 17                          | Schweiz                     | 41                          |
| 18                          | Moldova                     | 39                          |
| 19                          | Portugal                    | 35                          |
| =                           | Østrig                      | 35                          |
| 21                          | Tyskland                    | 33                          |
| 22                          | Aserbajdsjan                | 31                          |
| 23                          | Belgien                     | 28                          |
| 24                          | Litauen                     | 27                          |
| 25                          | Australien                  | 25                          |
| 26                          | Danmark                     | 24                          |
| =                           | Malta                       | 24                          |
| 28                          | Cypern                      | 23                          |
| =                           | Island                      | 23                          |
| 30                          | Armenien                    | 19                          |
| =                           | Spanien                     | 19                          |
| 32                          | Rumænien                    | 17                          |
| =                           | Tjekkiet                    | 17                          |
| 34                          | Holland                     | 15                          |
| =                           | Storbritannien              | 15                          |
| 36                          | Montenegro                  | 12                          |
| 37                          | Irland                      | 9                           |
| 38                          | Albanien                    | 6                           |
| 39                          | Tyrkiet                     | 3                           |
| 40                          | Hviderusland                | 2                           |
| =                           | Letland                     | 2                           |
| 42                          | San Marino                  | 1                           |
| 43                          | Andorra                     | 0                           |
| =                           | Georgien                    | 0                           |
| =                           | Jugoslavien                 | 0                           |
| =                           | Luxembourg                  | 0                           |
| =                           | Marokko                     | 0                           |
| =                           | Monaco                      | 0                           |
| =                           | Polen                       | 0                           |
| =                           | Serbien og Montenegro       | 0                           |
| =                           | Slovakiet                   | 0                           |

| Serbien har modtaget point fra | Serbien har modtaget point fra | Serbien har modtaget point fra |
| Placering                      | Land                           | Point                          |
| ------------------------------ | ------------------------------ | ------------------------------ |
| 1                              | Kroatien                       | 157                            |
| 2                              | Nordmakedonien                 | 150                            |
| 3                              | Slovenien                      | 144                            |
| 4                              | Montenegro                     | 138                            |
| 5                              | Schweiz                        | 116                            |
| 6                              | Østrig                         | 77                             |
| 7                              | Bosnien-Hercegovina            | 76                             |
| 8                              | Bulgarien                      | 49                             |
| 9                              | Sverige                        | 46                             |
| 10                             | Frankrig                       | 45                             |
| 11                             | Tyskland                       | 44                             |
| 12                             | Norge                          | 35                             |
| 13                             | Holland                        | 34                             |
| 14                             | Italien                        | 33                             |
| 15                             | Cypern                         | 32                             |
| 16                             | Finland                        | 30                             |
| =                              | Polen                          | 30                             |
| 18                             | Malta                          | 29                             |
| 19                             | Grækenland                     | 28                             |
| =                              | Rumænien                       | 28                             |
| 21                             | Tjekkiet                       | 27                             |
| 22                             | Australien                     | 24                             |
| 23                             | Albanien                       | 23                             |
| =                              | Portugal                       | 23                             |
| =                              | Ungarn                         | 23                             |
| 26                             | Armenien                       | 22                             |
| =                              | San Marino                     | 22                             |
| 28                             | Aserbajdsjan                   | 18                             |
| =                              | Belgien                        | 18                             |
| 30                             | Island                         | 16                             |
| =                              | Rusland                        | 16                             |
| 32                             | Georgien                       | 13                             |
| =                              | Spanien                        | 13                             |
| 34                             | Israel                         | 12                             |
| 35                             | Irland                         | 11                             |
| =                              | Litauen                        | 11                             |
| 37                             | Moldova                        | 9                              |
| 38                             | Danmark                        | 8                              |
| =                              | Hviderusland                   | 8                              |
| =                              | Ukraine                        | 8                              |
| 41                             | Slovakiet                      | 7                              |
| 42                             | Letland                        | 5                              |
| =                              | Storbritannien                 | 5                              |
| 44                             | Estland                        | 4                              |
| 45                             | Andorra                        | 0                              |
| =                              | Jugoslavien                    | 0                              |
| =                              | Luxembourg                     | 0                              |
| =                              | Marokko                        | 0                              |
| =                              | Monaco                         | 0                              |
| =                              | Serbien og Montenegro          | 0                              |
| =                              | Tyrkiet                        | 0                              |

## Vært
| År   | By      | Scene            | Værter                              |
| ---- | ------- | ---------------- | ----------------------------------- |
| 2008 | Beograd | Beogradska Arena | Jovana Janković & Željko Joksimović |

## Kommentatorer og jurytalsmænd
| År   | Kommentator                                                                                            | Jurytalsmand      |
| ---- | --- | ----------------- |
| 2007 | Duška Vučinić-Lučić                                                                                    | Maja Nikolić      |
| 2008 | Dragan Ilić & Mladen Popović                                                                           | Dušica Spasić     |
| 2009 | Dragan Ilić (1. semifinale) Duška Vučinić-Lučić (2. semifinale, finale)                                | Jovana Janković   |
| 2010 | Duška Vučinić-Lučić (1. semifinale, finale) Dragan Ilić (2. semifinale)                                | Maja Nikolić      |
| 2011 | Marina Nikolić (1. semifinale) Dragan Ilić (2. semifinale) Duška Vučinić-Lučić (Finale)                | Dušica Spasić     |
| 2012 | Dragan Ilić (1. semifinale) Duška Vučinić-Lučić (2. semifinale, finale)                                | Maja Nikolić      |
| 2013 | Duška Vučinić-Lučić (1. semifinale) Marina Nikolić (2. semifinale) Silvana Grujić (Finale)             | Maja Nikolić      |
| 2014 | Silvana Grujić (Alle shows) Dragan Ilić (Finale)                                                       | Deltog ikke       |
| 2015 | Duška Vučinić-Lučić (1. semifinale, finale) Silvana Grujić (2. semifinale)                             | Maja Nikolić      |
| 2016 | Dragan Ilić (1. semifinale) Duška Vučinić-Lučić (2. semifinale, finale)                                | Dragana Kosjerina |
| 2017 | Silvana Grujić & Olga Kapor (1. semifinale) Duška Vučinić-Lučić (2. semifinale, finale)                | Sanja Vučić       |
| 2018 | Silvana Grujić & Tamara Petković (1. semifinale) Duška Vučinić-Lučić (2. semifinale, finale)           | Dragana Kosjerina |
| 2019 | Duška Vučinić-Lučić (1. semifinale, finale) Tamara Petković & Katarina Epštajn (2. semifinale)         | Dragana Kosjerina |
| 2021 | Duška Vučinić-Lučić                                                                                    | Dragana Kosjerina |
| 2022 | Silvana Grujić (1. semifinale) Duška Vučinić-Lučić (2. semifinale, finale)                             | Dragana Kosjerina |
| 2023 | Duška Vučinić-Lučić                                                                                    | Dragana Kosjerina |
| 2024 | Duška Vučinić-Lučić (Alle shows) Katarina Epstein (1. semifinale, finale) Nikoleta Dojčinović (Finale) | Konstrakta        |
| 2025 | Duška Vučinić-Lučić (Alle shows) Nikoleta Dojčinović & Katarina Tošić (2. semifinale)                  | Dragana Kosjerina |

## Galleri
- Marija Šerifović i Helsinki (2007)